# Megachile quadridentata
Megachile quadridentata är en biart som beskrevs av Mitchell 1930. Megachile quadridentata ingår i släktet tapetserarbin, och familjen buksamlarbin. Inga underarter finns listade i Catalogue of Life.